# Ехнатон
Ехнатон је био египатски фараон из осамнаесте династије. На почетку своје владавине био је познат као Аменхотеп IV. Претпоставља се да је рођен 1397. п. н. е. или 1362. п. н. е. Аменхотеп IV је наследио свог оца Аменхотепа III. Претпоставља се да је владао 1353—1336. п. н. е. или 1351—1334. п. н. е. Ехнатонова главна жена била је Нефертити, која је позната по чувеној бисти која се чува у Египатском музеју у Берлину.
Владао је у 14. веку пре Христа и није се био истакао ни освајањима, а није био ни мудар владар и државник. Штавише, за његове кратке владавине пропала је она светска империја коју су створили његови претходници, а млади фараон је то посматрао потпуно пасивно. Његов значај и величина леже у другом, идејном, подручју. У оно мало година своје владавине, извео је величанствен преврат у области религије, етике, уметности и погледа на свет. Све што знамо о тој духовној револуцији наводи нас на закључак да је овај фараон био далеко испред свог времена и тадашње цивилизације која је покушала да му затре сваки траг постојања. И док се већина фараона провлаче пред очима историчара као избледеле сенке, Ехнатон израња из прошлости као човек од крви и меса, јаке индивидуалности, чије мисли, осећања, и тежње можемо да пратимо са релативном тачношћу.

## Имена
- Аменхотеп IV, (номен, име дато при рођењу)
- Аменофис (грчка варијанта имена Аменхотеп)
- Нефер Кеперу Ре (праномен, краљевско име које значи „леп је знак Раа“)
- Нафу Руреја (варијанта краљевског имена пронађена у писмима из Амарне
- Ахенатен, Ахенатон, Ехнатон, Иханатон, Анкенатен, Анкенатон.

## Откриће гробнице
Године 1907. амерички археолог Теодор Девис открио је у Долини краљева једну запечаћену гробницу. Од зазиданог улаза водио је у дубину стена веома стрм ходник затрпан кршем. На врху огромне гомиле крша лежао је отворен и празан саркофаг од кедровог дрвета са натписом из кога је произилазило да је у њему некада лежала краљица Теја, жена Аменхотепа III. После уклањања препреке, Девис је стигао до гробне коморе. Ковчег облика људске прилике, богато украшен, био је полуотворен и унутра се назирала иструнула лобања мумије. Остатке умрлог Египћанина обмотавао је танак лим, а на челу му је блистао краљевски амблем змије од кованог злата. Прегледајући хијероглифске натписе на ковчегу, Девис се нашао пред загонетном појавом која се дотад није сретала у египтологији. Наиме, сва места где је требало да се фигурира покојниково име била су изгребана оштрим оруђем. Трагови су непобитно указивали на то да се неко бесно постарао да покојниково име буде избрисано из памћења потомака.
Тек уз употребу увеличавајућег стакла било је могуће на једном мање брижљиво изгребаном месту прочитати име фараона Ехнатона. Тада се Девису наметнуло неколико питања на које је требало наћи одговор. Да би добио бар део одговора, послао је мумију у Египатски музеј у Каиру да је проучи професор Елиот Смит, један од највећих стручњака у тој области. Он је открио да је дотична мумија била младић у раним двадесетим годинама, чиме је доказано да је Ехнатонова мумија лежала у гробници његове мајке, краљице Теје.
Занимљиво је да државни архив фараона Ехнатона нису открили археолози, већ трговци старинама који су просто преплавили Египат у то време. А захваљујући тој дипломатској преписци написаној клинастим писмом, нађених у рушевинама Ахет-Атона, о Ехнатону знамо више но о било ком другом фараону.

## Религија
У периоду пре доласка Ехнатона на престо, моћ фараона се изражавала удруживањем са богом Амоном, чији се идентитет донекле спојио са личношћу бога сунца Ра. У Египту тог времена, Амон је постао врховни бог, а други богови били су под његовом влашћу. Име Аменхотеп значи „Амон је задовољан“. Временом су свештеници бога Амона постали веома моћна каста. Ехнатон је покушао да надјача њихов ауторитет тако што је прогласио веру у једног јединог бога - сунчани колут Атон. Он је затворио Амонове храмове, а своје име променио у Ехнатон, што значи „слуга Атонов“.
Са успостављањем нове резиденције у Ахетатону и њених светилишта одвијало се и даље уобличавање нове религије и њеног култа. Атон није, као Ра или Амон, један од богова поред других богова или изнад других богова, већ је Атон један једини бог. Он није национални бог, него универзални бог којем су подједнако блиска сва бића. Знак бога Атона је био сунчев диск и Ехнатон Сунце није поштовао као божанство, него сунчеву топлоту као животодавну снагу која је била персонификација Атона.
Ехнатоново учење не садржи само битне саставне делове старозаветног јеврејског монотеизма, већ му у много томе и претходи. Сачуване молитве и химне јасно показују Ехнатоново поимање о бићу јединог бога. Атон не зна за мржњу, љубомору и казну као и хришћански и јудејски бог. Он је господар мира, а не рата и лишен је свих људских страсти. Ехнатон га није замишљао у телесном облику, као старе богове, него у духовном, безличном виду. Отуда он забрањује свако ликовно приказивање бога Атона сем знака диска у чему претходи мојсијевском закону. Иако однос бога наликују хришћанству, његово поимање је ближе јеврејском.
Визију нове религије, Ехнатон је, како је он то предочио, добио угледавши сунчев диск између две планине. Тада је осетио да га је Атон наводио да изврши све те реформе и да му се бог показао у свој својој величини – у виду моћне светлости.
Церемонијал религије у част Атона је био крајње једноставан. Све је било усмерено на што је могуће веће продуховљење. Претње пакленим мукама које су чиниле битан део старе вере, више се нису помињале. Покојник је по том схватању требало да има само једну жељу: да поново угледа Сунце, тј. Атонов сјај.
Ипак, боље од сваког описа религијске идеје Ехнатона говори Велика Химна Атону која је право ремек-дело античке поезије. Језик ове поезије је тако јасан да нису потребна нека додатна објашњења. Многи историчари посебно указују на изненађујуће сличности која постоје између неких места у Химни Атону и 104. псалма Старог завета.
Одломак из Ехнатонове Велике химне:

 Сјај Атона
Лепо је твоје рађање на рубу неба,
 Ти живи Атоне који си први живео!
 Када се појавиш на источном рубу неба,
 Тада ти испуњаваш сваку земљу својом лепотом.
 Јер ти си леп, велик и блистав, ти си високо изнад земље.
 Твоји зраци обгрљују земље, све што си створио.
 Ти си Ра и ти си их све освојио;
 Иако си далеко, твоји зраци су на земљи;
 Иако си високо горе, твоје стопе су дан.“
Атон и краљ
Ти си у мом срцу, нико други тебе не познаје,
 Сем твој син Ехнатон.
Ти си га упутио у своје планове и упознао га са својом снагом.
 Свет је у твојим рукама, онако како си га створио.
Када ти зарудиш на небу, онда људи оживе,
 А када зађеш, онда они умиру.
 Јер ти си сам време живота, и сви живе кроз тебе.
 Све очи гледају у твоју лепоту, све док не нестанеш на хоризонту.
Људи остављају све послове, када зађеш на западу.
 Када се поново уздигнеш, онда се опет обављају послови,
У славу и част краља...

Већ је речено да Атон није приказиван у телесном облику већ га је заступао један симбол – сунчева плоча од чијих се зрака сваки завршава у једној руци. А те руке окружују на ликовним представама краља и са њима и његову супругу или његову децу.
Уз своју титулу сина Атона – фараона Египта, својој жени као сараднику у реформама је подарио титулу Нефер-Неферу-Атен Нефертити што значи „ Зраци Атона зраче због Нефертити“.
Ехнатон је желео да сви буду срећни и да сви схвате његову нову идеју монотеизма. Али његов бог је био превелика апстракција за обичне људе који су навикли на телесне богове који су ближи њиховим срцима и схватањима, па је због тога стара религија наставила да живи, чак и у новој престоници.

## Уметност
Претпоставља се да је Ехнатон био револуционар по својим уметничким склоностима. Такозвани „Ехнатонов стил“ се одликује новим схватањем форме и покушајима да се измени традиционална „укоченост“ египатске уметности. Обриси и линије постају „савитљивији“ и негеометријски. Убрзо после Ехнатонове смрти, стара верска традиција је поново успостављена, али су уметничке новине наставиле да живе још дуже време. Овај стил имао је утицаја и на чувени златни поклопац Тутанкамоновог ковчега.

## Ехнатон и породица
Ехнатон у делима уметника изгледа необично, у поређењу са другим фараонима. Једно објашњење је да се уметност мењала, и почела на другачији начин да представља владаре. Друго објашњење је да је Ехнатон био необичног изгледа. Постоје чак и теорије о томе да је Ехнатон био жена или хермафродит.
Боб Брајер (Bob Brier), у својој књизи „Убиство Тутанкамона“ ("The Murder of Tutankhamen"), тврди да је Ехнатон имао Марфанов синдром (латински: Syndroma Marfan, dystrophia mesodermalis, congenita hypoplastica). Он се огледа у издуженим удовима, лицу, пауколиком прстима. Брајер чак наговештава да би ово могло објаснити и Ехнатонову опчињеност сунцем, јер је онима који болују од ове болести често хладно. „EXN.ca | Discovery”. Архивирано из оригинала 03. 01. 2006. г. Приступљено 15. 01. 2006.
Марфанов синдром се преноси на децу. Уметници приказују Ехнатонову децу како пате од истих симптома као и њихов отац. Ако је породица заиста патила од овог синдрома, то би могло да објасни велику смртност у породици, мада за то има и других разлога.
У прилог теорији да је овакво представљање Ехнатона само одлика стила, иде и чињеница да су многи високи државни званичници представљени са истим одликама. Али, могуће је да су они представљени по угледу на владара.
Неки тврде да његови портрети из младости изгледају најнормалније, и да црте лица временом постају све издуженије. Супротно, може се тврдити да су рани портрети типичнијег изгледа, јер је уметност још у „претходној фази“.

## Питање гробнице и мумије
Последњи приказ Ехнатона за који се зна време настанка поточе из гробнице Мерира II, и потиче из другог месеца 12. године његове владавине. После тога не постоје јасни историјски подаци о овом фараону, изузев чињенице да га је наследио Тутанкамон.
Ехнатон је намеравао да премести фараонске гробнице на источну страну Нила (симбол зоре) у краљевску долину Амарне, уместо западне обале (симбол вечери). После повратка фараонског двора у Тебу његово тело је уклоњено. Недавне генетичке анализе су утврдиле да је тело пронађено у гробу КВ55 отац Тутанкамона и стога је то највероватније Ехнатон. Постоје и сумње у ову теорију. Овај гроб је садржао бројне предмете из доба Амарне, укључујући намерно уништену краљевску погребну маску. Ехнатонов саркофаг је уништен, али се данас испред Музеја у Каиру налази његова реконструкција.

## Наследници
Египтолози се слажу да је Ехнатон умро у 17. години владавине, али постоји контроверза о томе да ли је Сменхара био његов сувладар у последње две до три године, или је кратко владао сам. Ако је Сменкаре надживео Ехнатона и постао једини владар Египта, вероватно је земљом владао краће од годину дана. Следећи владар била је Нефернеферуатен, жена-фараон која је владала Египтом две године и један месец. Њу је вероватно наследио Тутанкатен (касније је узео име Тутанкамон). Фараон је постао у својој деветој години док је земљом управљао главни везир и будући фараон Ај. Верује се да је Тутанкатен Ехнатонов и Кијин (?) син, и Сменкареов млађи брат. ДНК тестови из 2010. потврдили су да је Тутанкамон био Ехнатонов син. Постоји тврдња да је после Ехнатонове смрти земљом владала Нефертити под именом Нефернеферуатен, док други стручњаци сматрају да је женски владар била Меритатон.
Тутанкатен је променио име у Тутанкамон у другој години своје владавине (највероватније 1349. п. н. е. или 1332. п. н. е.) и напустио град Ахетатон. Храмови које је Ехнатон сазидао, укључујући и храм у Теби, били су срушени (за време владавине Аја и Хоремхеба) и коришћени као извор материјала за градњу нових храмова.
На крају су Ехнатон, Сменкаре, Тутанкамон и Ај избрисани са званичних спискова фараона у којима је писало да је Аменхотепа III наследио Хоремхеб. Сматра се да је ово био део акција које је Хоремхеб предузео да би избрисао трагове атонизма и свих фараона који су повезани са овим периодом. Ехнатоново име се није налазило на списковима каснијих фараона и све до 19. века је остало скривено.